# Петер Фрам
Петер Фрам (нім. Peter Frahm; 14 червня 1912, Ольденбург — 30 січня 1940, Північне море) — німецький офіцер-підводник, корветтен-капітан крігсмаріне.

## Біографія
1 квітня 1932 року вступив на флот. З 27 жовтня 1939 року — командир підводного човна U-15, на якому здійснив 3 походи (разом 19 днів у морі). 30 січня 1940 року U-15 затонув в Північному морі внаслідок випадкового тарана німецьким есмінцем «Ільтіс». Всі 25 членів екіпажу загинули.

## Звання
- Кандидат в офіцери (1 квітня 1932)
- Морський кадет (4 листопада 1932)
- Фенріх-цур-зее (1 січня 1934)
- Оберфенріх-цур-зее (1 вересня 1935)
- Лейтенант-цур-зее (1 січня 1936)
- Оберлейтенант-цур-зее (1 жовтня 1937)
- Капітан-лейтенант (1 листопада 1939)
- Корветтен-капітан (1 лютого 1940, посмертно)

## Нагороди
- Медаль «За вислугу років у Вермахті» 4-го класу (4 роки)